# Nils Lindberg (bonadsmålare)
Nils Lindberg, född 1719 i Vittsjö socken, Kristianstads län, död 1788 i Södra Unnaryds socken, Kronobergs län, var en svensk bonadsmålare. 

## Biografi
Lindberg tog värvning vid Jean Louis Bousquets regemente 1737 men det visade sig att han lämpade sig illa i den militära disciplinen. Han lämnade regementet efter flera rymningar och andra intermezzon. Han bosatte sig därefter som indelt soldat för Kronobergs regemente i Södra Unnaryd där han omkring 1740 började måla bonader. Man antar att hans lärofader var gästgivaren och bonadsmålaren Anders Sillman som i sin tur lärt sig målningstypen i Kinnekulleområdet. Lindberg har identifierats som den första bonadsmålaren inom det sydsvenska måleriet och man kan anta att hans målningar har haft en grundläggande betydelse för det efterföljande sydsvenska måleriet om man bortser från Clemet Håkanssons Kinnevaldskola. 
På grund av rastlöshet gav sig Lindberg ofta ut på olika resor bland annat till Köpenhamn och man antar att några av de bonader som nu finns på Danmarks nationalmuseum är utförda av Lindberg under ett besök i staden. Hans bonader är utförda i en naturalistisk stil med en stark färgskala med klara komplementfärger. Precis som Knäredsmålarna har han använt de karaktäristiskt rutade golven och han låter bildfälten inramas av dekorerade stolpar. Han signerade en del av sina bonader med NLB. 
Lindberg är representerad vid Varbergs museum och Nordiska museet i Stockholm. Han var lärare till bonadsmålaren Johannes Nilsson.